# 6-Oksocineol dehidrogenaza
6-Oksocineol dehidrogenaza (EC 1.14.13.51, 6-oksocineolna oksigenaza) je enzim sa sistematskim imenom 6-oksocineol,NADPH:kiseonik oksidoreduktaza. Ovaj enzim katalizuje sledeću hemijsku reakciju
6-oksocineol + NADPH + H+ + O2 {\displaystyle \rightleftharpoons } 1,6,6-trimetil-2,7-dioksabiciklo[3.2.2]-nonan-3-on + NADP+ +2O
Produkt podleže neenzimatskom razlaganju i naknadnom zatvaranju prstena čime se formira lakton 4,5-dihidro-5,5-dimetil-4-(3-oksobutil)furan-2(3H)-on.

## Literatura
- Nicholas C. Price; Lewis Stevens (1999). Fundamentals of Enzymology: The Cell and Molecular Biology of Catalytic Proteins (Third изд.). USA: Oxford University Press. ISBN 019850229X.
- Eric J. Toone (2006). Advances in Enzymology and Related Areas of Molecular Biology, Protein Evolution (Volume 75 изд.). Wiley-Interscience. ISBN 0471205036.
- Branden C; Tooze J. Introduction to Protein Structure. New York, NY: Garland Publishing. ISBN 0-8153-2305-0.
- Irwin H. Segel. Enzyme Kinetics: Behavior and Analysis of Rapid Equilibrium and Steady-State Enzyme Systems (Book 44 изд.). Wiley Classics Library. ISBN 0471303097.

## Spoljašnje veze
- 6-oxocineole+dehydrogenase на 